# Cathy Podewell
Catherine (Cathy) Ann Podewell (Evanston (Illinois), 26 januari 1964) is een Amerikaanse actrice.

## Biografie
Podewell heeft gestudeerd aan de universiteit van Californië in Santa Barbara (Californië), waar ze afstudeerde in drama en dans en heeft ook gespeeld op de universiteit in theaterstukken zoals No, No, Nanette en Hold Me. Ook was zij cheerleader en lid van een drumband.
Podewell begon in 1988 met acteren in de televisieserie Valerie. Hierna heeft ze nog meerdere rollen gespeeld in televisieseries en films, ze is vooral bekend van haar rol als Cally Harper-Ewing in de televisieserie Dallas. Hier speelde ze van 1988 t/m 1991 in 56 afleveringen. Deze rol had ze te danken aan het feit dat Larry Hagman haar had zien spelen in de televisieserie Growing Pains en hij raakte zo onder de indruk van haar dat hij haar de rol aanbood. 
Podewell is in 1989 getrouwd en heeft hieruit drie kinderen. Zij besteedt in de zomer de meeste tijd aan vrijwilligerswerk door mee te helpen op een vakantiekamp voor kinderen die lijden aan myotone dystrofie in Noord Californië.

## Prijs
- 1991 - Soap Opera Digest Award in de categorie Beste Actrice in een Televisieserie op Prime Time met de televisieserie Dallas – genomineerd.

## Filmografie

### Films
Uitgezonderd korte films.
- 2021 Reunion from Hell - als Laurel Conner
- 1991 Earth Angel – als Angela
- 1989 Beverly Hills Brats – als Tiffany
- 1988 Night of the Demons – als Judy Cassidy

### Televisieseries
Uitgezonderd eenmalige gastrollen.
- 1988 – 1991 Dallas – als Cally Harper-Ewing – 70 afl.
- 1988 Growing Pains – als Lydia Shayne – 2 afl.

- Biblioteca Nacional de España: XX4611970
- International Standard Name Identifier: 0000 0001 1828 3123
- Virtual International Authority File: 169321122
- WorldCat: E39PBJfGY3mcHPdhXXrdYt69Xd